# Renaissance: a film by Beyoncé
Renaissance: a film by Beyoncé è un film del 2023 diretto da Beyoncé stessa.
Il progetto cinematografico ripercorre il Renaissance World Tour della cantante, tenutosi tra Europa e America del Nord nel 2023, oltre che le fasi di produzione e registrazione del settimo album in studio Renaissance.

## Antefatti

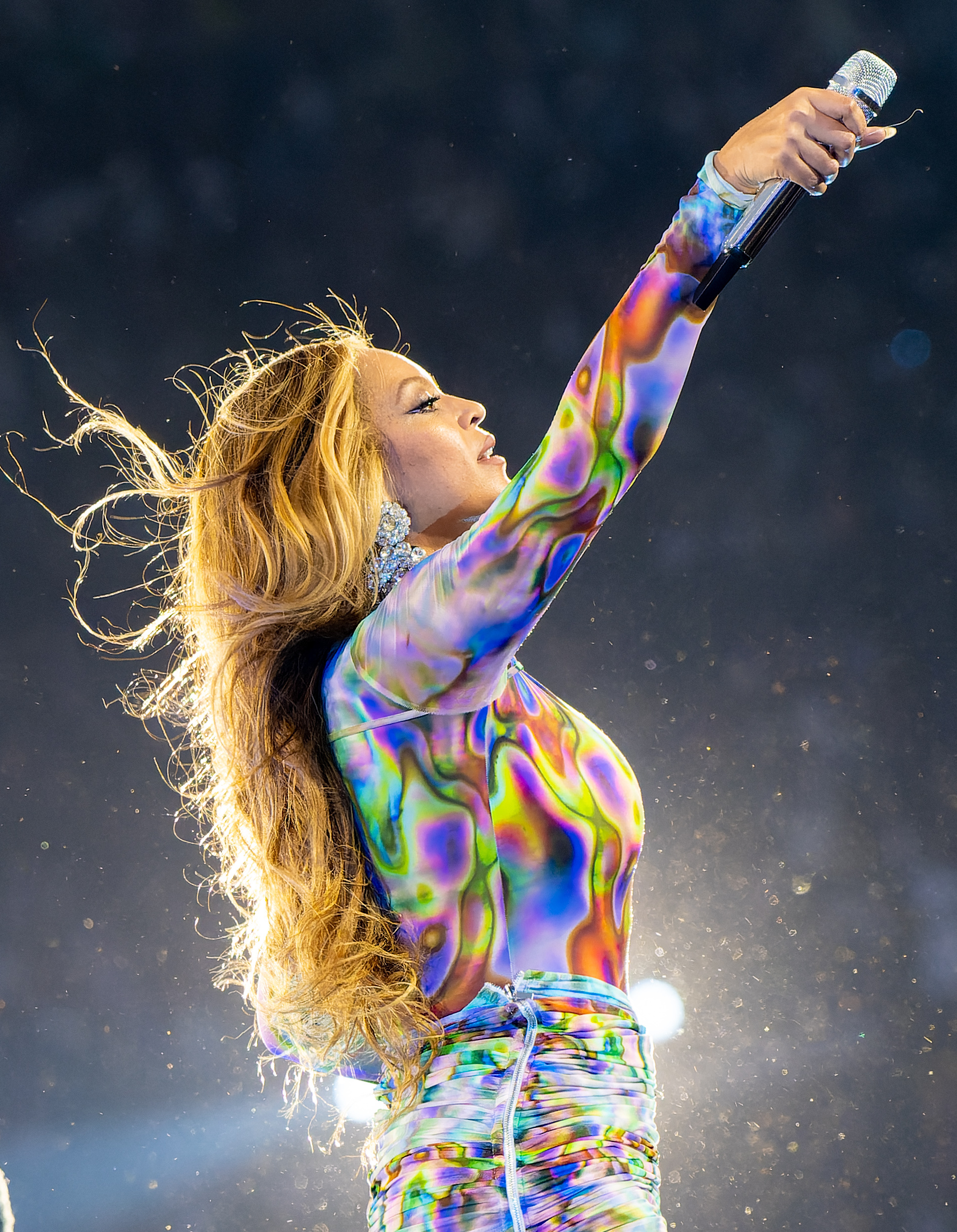
Beyoncé nel corso del Renaissance World Tour a Londra nel giugno 2023

Beyoncé ha pubblicato il suo settimo album in studio, Renaissance, il 29 luglio 2022, ispirato dal suo desiderio di evasione durante la pandemia COVID-19. L'album è stato universalmente acclamato dalla critica musicale per le sonorità eclettiche e coese, l'arrangiamento fluido e omogeneo dei brani, l'atmosfera che mira all'edonismo, alla determinazione ed espressione della propria individualità, rendendo omaggio ai pionieri afroamericani e queer della disco music.
A differenza dei precedenti progetti discografici, in particolar modo dal quinto e sesto album in studio Beyoncé e Lemonade e dal progetto cinematografico e musicale The Lion King: The Gift e Black Is King, Beyoncé non ha pubblicato video musicali o da un progetto visuale correlato. Il 9 agosto 2022 Beyoncé ha pubblicato un teaser della traccia di apertura di Renaissance, I'm That Girl, che includeva un rapido montaggio di oltre venti abiti che i giornali hanno interpretato come un'anteprima dei vari video musicali imminenti per ogni traccia dell'album.
A sostegno di Renaissance, il 1º febbraio 2023 Beyoncé ha annunciato il suo sesto tour di concerti da solista, il Renaissance World Tour, tramite il suo account Instagram. Il tour è iniziato il 10 maggio 2023 a Stoccolma, in Svezia, e si è concluso il 1º ottobre 2023 a Kansas City, nel Missouri. Il tour ha ricevuto il plauso della critica, in particolare per il valore della produzione e l'interpretazione vocale di Beyoncé, diventando il settimo tour di concerti con i maggiori incassi di tutti i tempi, il secondo tour con i maggiori incassi di sempre per un'artista donna, il tour con i maggiori incassi per un'artista di colore, ha raggiunto i due maggiori incassi mensili della storia e secondo Billboard Boxscore.
Il 30 settembre 2023, Variety ha riportato che Beyoncé era in trattativa per un film attraverso AMC Theatres, simile a Taylor Swift: The Eras Tour (2023), attraverso «un modello di accordo non convenzionale forgiato da AMC e Taylor Swift» in cui riceverà oltre il 50% degli incassi. Secondo le fonti di Variety, il film avrà una «portata ambiziosa», incorporando i momenti salienti dell'intera tournée.

## Distribuzione
Il 2 ottobre 2023 Beyoncé ha annunciato l'uscita di un film documentario tratto dal Renaissance World Tour attraverso un primo trailer del film.
Renaissance: a film by Beyoncé, è stato distribuito nelle sale cinematografiche il 1º dicembre 2023. La data è stata scelta da Beyoncé in quanto Giornata mondiale contro l'AIDS, malattia che ha portato alla morte dello zio della cantante, John Edward Rittenhouse Jr., citato dalla cantante come "Uncle Johnny", a cui è dedicato l'album.
Il film è stato presentato in anteprima mondiale al Samuel Goldwyn Theater di Los Angeles il 25 novembre 2023. Un'ulteriore anteprima si è tenuta il 30 novembre 2023 al Leicester Square di Londra nel Regno Unito.
In Italia il film è stato in distribuzione dal 21 al 31 dicembre 2023.

### Divieti
In Italia è vietato ai minori di 14 anni (dai 12 si può vederlo se si è accompagnati da un genitore).

## Colonna sonora
Il progetto cinematografico è stato seguito dalla pubblicazione del singolo My House, scritto e prodotto dalla cantante con The-Dream.

## Accoglienza

### Incassi
Il film ha incassato 33889684 $ in Nordamerica e 10100000 $ nel resto del mondo, per un totale di 43989684 $
Negli Stati Uniti e in Canada, secondo le previsioni iniziali, il film avrebbe dovuto incassare 17-20 milioni di dollari in 2.539 sale nel weekend di apertura. Dopo aver guadagnato 11,6 milioni di dollari nel primo giorno, il film ha esordito con 22 milioni di dollari, segnando il secondo miglior weekend di apertura per la prima settimana di dicembre, dopo L'ultimo samurai,  che esordì con 24 milioni di dollari nel 2003. Dopo il Taylor Swift: The Eras Tour in ottobre, ha segnato la prima volta che due diversi film tratti da un concerto hanno aperto al primo posto del box office statunitense nello stesso anno.
All'estero il film ha incassato 5,5 milioni di dollari in 94 Paesi, aprendo al quarto posto nel box office del Regno Unito e al sesto in Australia.

### Critica
Renaissance: a film by Beyoncé ha ricevuto ampi consensi dalla critica, che ha posto attenzione sui filmati delle performance nei differenti concerti e sugli elementi intimi e familiari del dietro le quinte, dando un risvolto sulla riservatezza della cantante sulla sua vita privata. Sul sito aggregatore di recensioni Rotten Tomatoes, il 98% delle 40 recensioni dei critici sono positive, con una valutazione media di 8,6/10. Il consenso del sito web recita: «In parte documentario, in parte film concerto, Renaissance: a film by Beyoncé mostra due lati dell'artista - ed entrambi sono ugualmente brillanti». Su Metacritic, il film ha un punteggio medio ponderato di 86 su 100, basato su 26 recensioni di critici, che indica un «plauso universale». Il pubblico intervistato da CinemaScore ha dato al film un raro voto medio di A+.
Sughnen Yongo di Forbes ha scritto che il fulcro del film è «l'impareggiabile maestria artistica di Beyoncé», che «fonde senza soluzione di continuità musica, danza e fotografia» in una «esperienza cinematografica vivida e autentica». Ross Bonaime di Collider ha descritto il film come «stupendo» e «uno sguardo straordinario su una delle più grandi esperienze concertistiche a memoria d'uomo, nonché su ciò che fa muovere una delle cantanti più iconiche del nostro tempo», in cui Beyoncé «mostra le sue sottovalutate capacità di regista» portandolo ad «un livello completamente diverso» rispetto ai precedenti progetti.
In una recensione a cinque stelle per The Independent, Roisin O'Connor ha scritto che il film «mostra un livello di perfezionismo che non ha eguali in nessun altro artista» attraverso «un raro e notevole» sguardo dall'interno sulla produzione del tour, paragonando Beyoncé al regista Steven Spielberg. O'Connor elogia anche gli «sbalorditivi» e "straordinari» segmenti di interpretazione dal vivo del film, concludendo: «Il ritmo e la pura spettacolarità di tutto ciò lasciano senza fiato. Nessuno è paragonabile». Steve Rose del The Guardian ha elogiato i segmenti documentaristici del film, «toccanti» e «intriganti», che riescono a «smontare la facciata di perfezione che Beyoncé perennemente emana» e a fornire approfondimenti sul tour «incredibilmente completo».

## Riconoscimenti
- 2024 - BET Awards[38]
  - Candidatura al miglior film
- 2024 - Black Reel Awards[39]
  - Candidatura al miglior film documentario
  - Candidatura alla migliore scenografia a Hannah Beachler
  - Candidatura ai migliori costumi a Beyoncé e Shiona Turini
  - Candidatura alla migliore canzone originale per My House
- 2024 - GLAAD Media Awards[40]
  - Premio speciale